# Marie de la Motte

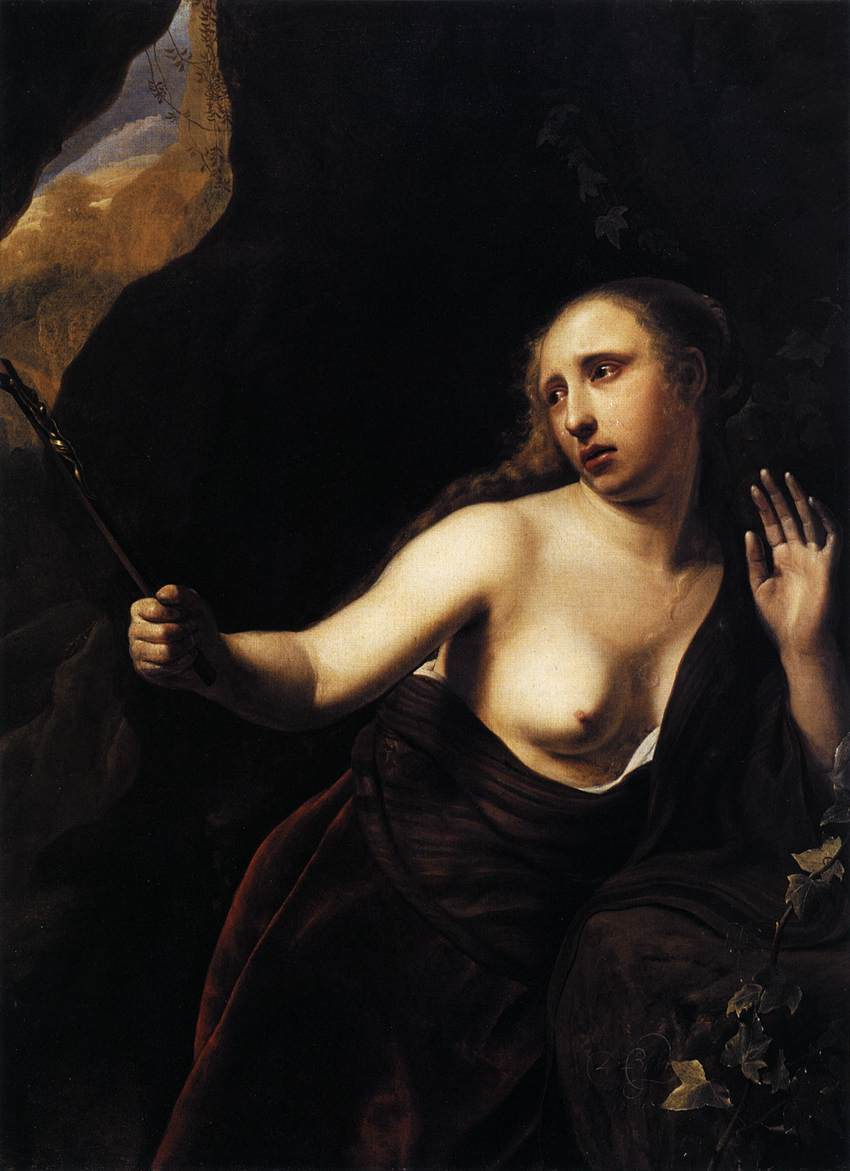
Marie de la Motte im Gemälde von Dirck Bleker, die büßende Maria Magdalena, 1651

Marie de la Motte (* 14. November 1627 in Delft; † nach 1683) war eine niederländische Prostituierte, Bordellwirtin und Malermodell.

## Leben
Marie de la Motte wurde am 14. November 1627 in Delft als Tochter des Soldaten Jehan de la Motte und Elisabeth Habert geboren. Sie heiratete am 21. September 1651 in Amsterdam den Hutmacher Robbert Joris Toonsz (1629–ca. 1652), nach seinem Tod am 24. September 1652 in Amsterdam den Küfergesellen Meijndert Pietersz (1627–?). In dritter Ehe war sie mit Van Beeck verheiratet. Es sind keine Kinder aus diesen Ehen bekannt.
In der Ausstellung Liefde te koop, die 2002 im Amsterdamer Historischen Museum stattfand, wurden vier Jahrhunderte Prostitution beleuchtet. Dort wurde auch die Lebensgeschichte von Marie de la Motte nachgezeichnet. Aus Justizarchiven in Amsterdam geht hervor, dass sie aus Delft stammte und als Prostituierte und Bordellwirtin arbeitete. Ihr Vater war Soldat und heiratete 1626 Elisabeth Habert. Marie wurde ein Jahr später geboren. Die Familie hatte mindestens sieben weitere Kinder. Marie de la Motte ging bereits in jungen Jahren nach Amsterdam und heiratete 1651 den Hutmacher Robbert Toonsz. aus Westervoort.
Es ist nicht bekannt, wann oder warum Marie de la Motte zur Prostituierten wurde. Als sie im November 1652 in einem Bordell verhaftet wurde, gestand sie den Amsterdamer Schöffen, dass sie schon einmal deswegen verhaftet worden war. Ihr wurde angedroht, sie würde im Spinhuis eingesperrt, sollte sie jemals wieder an „unlauteren Orten“ gefunden werden. Nach dem Tod ihres Mannes heiratete sie am 21. September 1653 den deutschen Böttcher Meijndert Pietersz, mit dem sie in einer armen Gegend von Amsterdam, der Goudsbloemgracht, lebte. Marie de la Motte arbeitete als Wollmützenmacherin, zudem als Prostituierte und war auch gegen Geld Modell für den Maler Dirck Bleker. Bleker besuchte zwischen 1651 und 1657 mit seinem Freund Bartholomeus Breenbergh das Bordell, in dem De la Motte arbeitete. Breenbergh gab bei Bleker ein Gemälde der biblischen Maria Magdalena in Auftrag, für das De la Motte das Vorbild war. Möglicherweise ist sie auch in Blekers Gemälden der mythologischen Danaë und Venus abgebildet, deren derzeitiger Aufenthaltsort unbekannt ist.
Erneut vor dem Amsterdamer Schöffen erschien De la Motte im September 1659. Ihr wurde vorgeworfen, vor dem Haus eines Kunden oder Liebhabers mit einem Messer Amok gelaufen zu sein. Der Ausgang des Falls wurde nicht aufgezeichnet. Sechs Jahre später musste sie wieder vor Gericht erscheinen, diesmal war sie angeklagt als Bordellwirtin „Mary Jonas van Beeck, alias juffrouw La Mot“. Wer zu der Zeit ihr Mann war, ist nicht weiter bekannt. In ihrem Haus wurden drei „frivole Frauen“ mit zwei männlichen Kunden erwischt. De la Motte bestritt, damit etwas zu tun zu haben, wurde jedoch für zwei Jahre aus der Stadt verbannt und musste die Geldstrafen ihrer Mädchen bezahlen.
Als Bordellwirtin stand sie im November 1673 nochmals vor Gericht. Die Aktivitäten in ihrem Haus brachten ihr eine sechsmonatige Sperre ein und wegen Beschwerden über unlautere Hauswirtschaft musste sie sich 1683 vor den Schöffen verantworten. Sie versprach ein weiteres Mal, ihr Leben zu ändern und sich zu bessern und wurde straffrei freigelassen. Danach tauchte sie in Gerichtsdokumenten nicht mehr auf. Die um 1680 erstellte Liste der „Camernymphies en speelhuizen“ enthält eine Marij la Motte am Zeedijk. Laut Lotte van de Pol verwendeten damals mehrere Frauen in der Prostitution den Spitznamen La Mot, darunter auch die Bordellwirtin Maria van Beeck. Aufgrund des angegebenen Alters und der Vorstrafengeschichte lässt sich jedoch ableiten, dass es sich um ein und dieselbe Marie de la Motte gehandelt haben muss.
Es ist nicht bekannt, wann Marie de la Motte gestorben ist.